# Ровередо ди Гуа
Роверѐдо ди Гуа̀ (на италиански: Roveredo di Guà; на венециански: Roaredo de Guà, Роаредо де Гуа) е село и община в Северна Италия, провинция Верона, регион Венето. Разположено е на 16 m надморска височина. Населението на общината е 1573 души (към 2015 г.).